# Monoctonus campbellianus
Monoctonus campbellianus är en stekelart som beskrevs av Pike och Jaroslav Stary 2000. Monoctonus campbellianus ingår i släktet Monoctonus och familjen bracksteklar. Inga underarter finns listade i Catalogue of Life.